# Constantin von Economo
Constantin von Economo, al secolo Constantin Alexander Freiherr Economo von San Serff (Brăila, 21 agosto 1876 – Vienna, 21 ottobre 1931), è stato un neuroscienziato austriaco, uno dei più influenti del XX secolo.

## Biografia
Nacque in Romania, da genitori greco-rumeni. Crebbe a Trieste, dove ricevette l'educazione primaria e secondaria, poi si trasferì a Vienna. Studiò ingegneria e medicina, diventando assistente di neurologia e psichiatria (1906), professore associato (1913) e poi professore (1921) all'Università di Vienna. Il 17 aprile 1917 descrisse l'encefalite letargica epidemica (da allora conosciuta come 'malattia di von Economo') presso la Società Viennese per la Psichiatria e la Neurologia.
Nel 1918 postulò l'esistenza di un centro di regolazione del sonno attivo nel cervello e in seguito lo localizzò con precisione chiamandolo "centro della veglia", basandosi su osservazioni cliniche e anatomopatologiche tramite autopsie. Nel 1925 pubblicò, insieme al neurologo Georg N. Koskinas (1885-1975), il monumentale Cytoarchitektonik der Hirnrinde des erwachsenen Menschen (Citoarchitettonica della Corteccia Cerebrale dell'Uomo Adulto). Von Economo morì nel 1931 a Vienna all'età di 55 anni.

## Studi scientifici
Economo ha pubblicato circa 150 articoli e libri. Nei suoi primi studi, si è concentrato sulla neuroanatomia e sulla fisiologia del mesencefalo, sul ponte e sulla via del nervo trigemino e ha scritto articoli che trattano ad esempio di emiplegia coreica, tumori pontini, masticazione e deglutizione.

### Encefalite letargica
Questa encefalite con infiammazione acuta della sostanza grigia si è verificata in forma epidemica in tutto il mondo dal 1915 al 1924 circa, principalmente in Europa e Nord America, causando lesioni nella sostanza nera Von Economo ha descritto in dettaglio i sintomi, la patologia e l'istologia della malattia che presto è stata chiamata la malattia di Von Economo. Tre tipi di questa malattia potrebbero essere distinti. I sintomi della forma sonnolenta-oftalmoplegica erano sonnolenza, che spesso portava a coma e morte, paralisi di nervi cranici, estremità e muscoli oculari e volti inespressivi. La forma ipercinetica si manifestava con irrequietezza, disturbi motori come contrazioni dei gruppi muscolari, movimenti involontari, stato mentale ansioso e insonnia o inversione dei modelli di sonno. La forma amiostatica-acinetica portava spesso a uno stato cronico simile alla malattia di Parkinson, chiamato parkinsonismo postencefalitico. I sintomi erano debolezza muscolare, rigidità dei movimenti e insonnia o inversione del sonno.
Von Economo pubblicò le sue scoperte in un articolo del 1917, "Die Encephalitis lethargica", e nella monografia "Die Encephalitis lethargica, ihre Nachkrankheiten und ihre Behandlung" nel 1929 (Encephalitis lethargica - Le sue sequele e trattamenti). Non ci sono casi di encefalite letargica dal 1940. Von Economo è stato ispirato da questa malattia per la ricerca di un centro del sonno nel cervello.